# Alfredo Pasotti
Alfredo Pasotti (Bastida Pancarana, 6 januari 1925 – aldaar, 12 september 2000) was een Italiaans wielrenner die etappes won in twee van de drie Grote Rondes.

## Carrière
In 1946 werde Pasotti professioneel wielrenner. Gelijk een jaar later won hij Turijn-Biella. Na etappewinst in de Ronde van Lazio in 1949 won hij in 1950 twee etappes in de Tour. Hij won de derde etappe van het Belgische Luik naar het Franse Rijsel en de negende etappe, die van Niort naar Bordeaux ging. Hij zou uiteindelijk afstappen na de twaalfde etappe.
Hij nam in 1951 deel aan de WK op de weg, waar hij als vervanger diende van Fausto Coppi. Hij zou als zestiende eindigen op dit WK dat werd gehouden in eigen land.
In de Ronde van Italië eindigde hij in totaal elf keer in de top tien, met een eerste plaats in de dertiende etappe in 1952. In de jaren nadien won hij nog een etappe in de Ronde van Zwitserland en de achtste editie van de Grote Prijs van Locle.

## Overwinningen
1947
Turijn-Biella
1949
4e etappe Ronde van Lazio
1950
3e en 9e etappe Ronde van Frankrijk
1952
1e (deel A) etappe Ronde van Luxemburg
13e etappe Ronde van Italië
1953
4e etappe Ronde van Zwitserland
1955
Grote Prijs van Locle

### Resultaten in voornaamste wedstrijden
| Jaar | Ronde van Italië | Ronde van Frankrijk | Ronde van Spanje |
| ---- | ---------------- | ------------------- | ---------------- |
| 1947 |                  |                     |                  |
| 1948 | 13e              |                     |                  |
| 1949 | 25e              |                     |                  |
| 1950 | 21e              | opgave (2)          |                  |
| 1951 | 25e              |                     |                  |
| 1952 | 12e (1)          |                     |                  |
| 1953 | opgave           |                     |                  |
| 1954 | opgave           |                     |                  |
| 1955 |                  |                     |                  |
| 1956 |                  |                     |                  |

| Jaar | Milaan-San Remo | Parijs-Roubaix | Ronde van Lombardije |  | WK op de weg |
| ---- | --------------- | -------------- | -------------------- |  | ------------ |
| 1947 |                 |                | 20e                  |  |              |
| 1948 |                 |                |                      |  |              |
| 1949 | 41e             |                | 12e                  |  |              |
| 1950 | 6e              | 30e            |                      |  |              |
| 1951 | 27e             |                |                      |  | 16e          |
| 1952 | 37e             | opgave         | 41e                  |  |              |
| 1953 | 82e             |                |                      |  |              |
| 1954 |                 |                | 73e                  |  |              |
| 1955 |                 |                | 69e                  |  |              |
| 1956 |                 |                | 93e                  |  |              |